# ハリントン伯爵
ハリントン伯爵（Earl of Harrington）は、グレートブリテン貴族の伯爵位。1742年にホイッグ党の政治家ウィリアム・スタンホープが叙されたのに始まる。

## 歴史
北部担当国務大臣やアイルランド総督などを歴任したホイッグ党の政治家ウィリアム・スタンホープ(1683–1756)は、1730年1月6日にグレートブリテン貴族爵位ノーサンプトン州におけるハリントンのハリントン男爵(Baron Harrington, of Harrington in the County of Northampton)、1742年2月9日にグレートブリテン貴族爵位サリー州におけるピーターシャムのピーターシャム子爵(Viscount Petersham, of Petersham in the County of Surrey)とハリントン伯爵Earl of Harrington)に叙せられた
以降2019年現在まで彼の男系男子によって継承が続けられている。
11代ハリントン伯ウィリアム・スタンホープ(1922–2009)は、遠縁の第7代スタンホープ伯爵ジェイムズ・スタンホープ(1880–1967)の死後にグレートブリテン貴族爵位ダービー州におけるエルヴァストンのエルヴァストンのスタンホープ男爵(Baron Stanhope of Elvaston, of Elvaston in the County of Derby)とマオンのスタンホープ子爵(Viscount Stanhope of Mahon)を継承した。この2つの爵位が初代スタンホープ伯爵ジェームズ・スタンホープのはとこジョン・スタンホープ(初代ハリントン伯爵の父)とその男系男子を特別継承者(special remainder)とする規定を定めていたためである。

現在の当主は12代ハリントン伯チャールズ・スタンホープ(1945–)である。

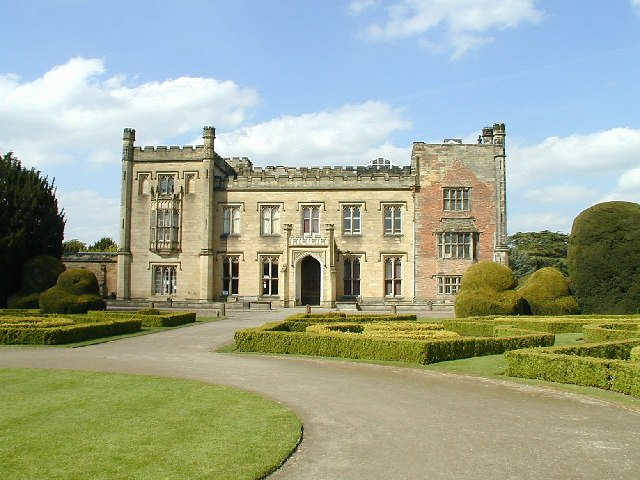
伯爵家の旧邸宅エルヴェイストン城（英語版）
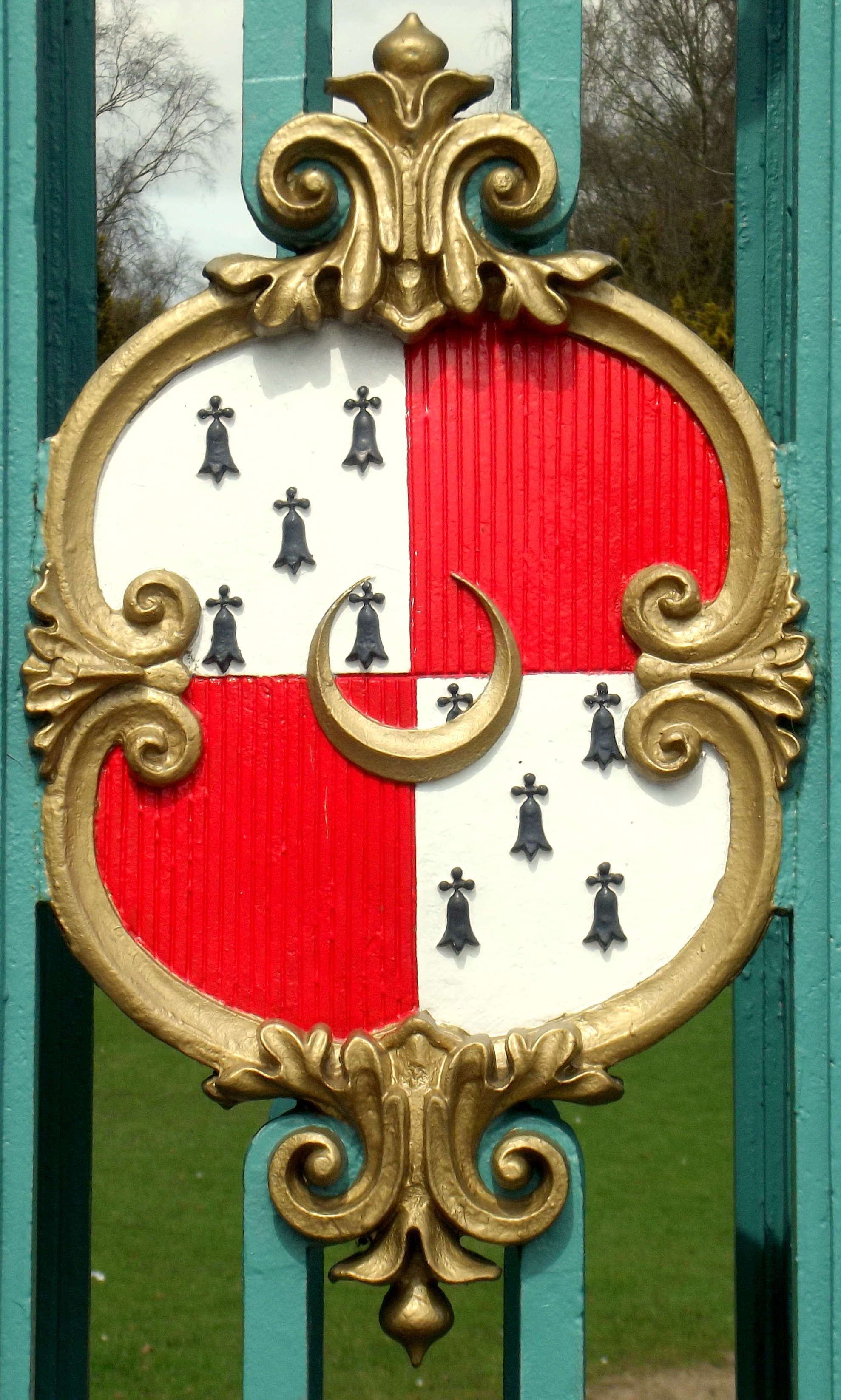
エルヴェイストン城の城門にあしらわれたハリントン伯爵家の紋章。
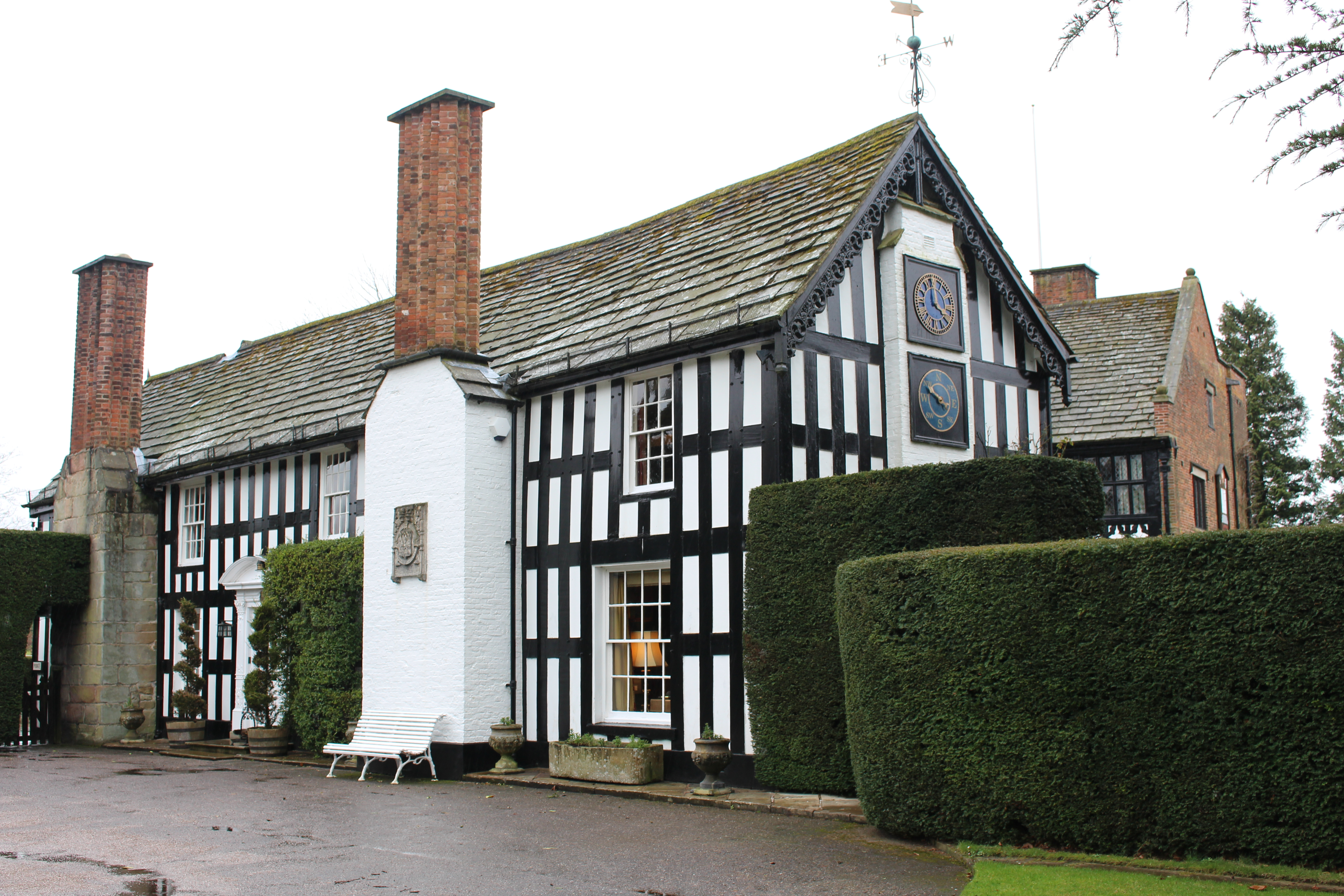
旧邸宅ゴーズワース・ハウス（英語版）
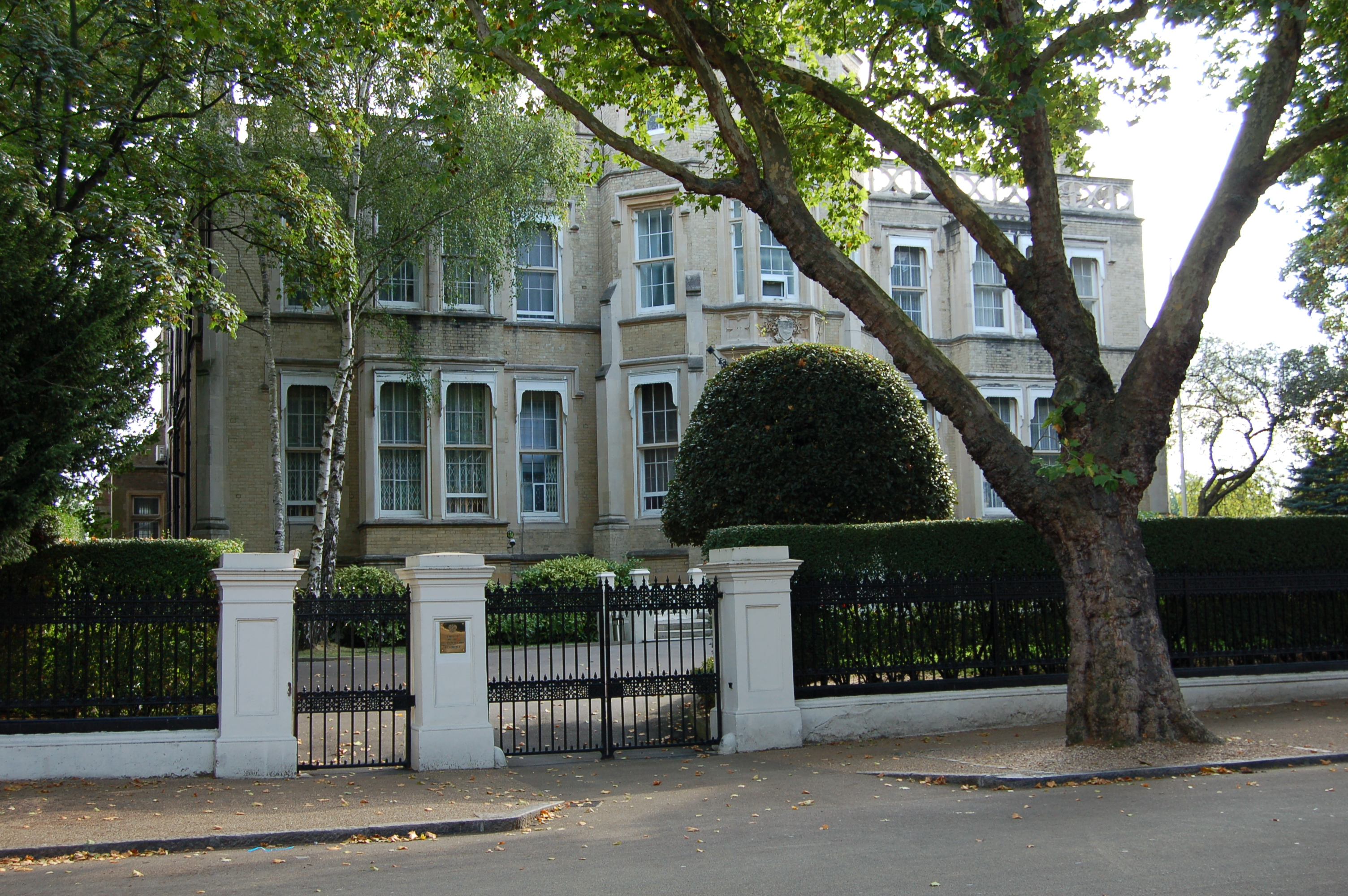
伯爵家のタウンハウス（ハリントン・ハウス（英語版））

## 現当主の保有爵位
現当主チャールズ・スタンホープは以下の爵位を保有している。
- 第12代ハリントン伯爵(12th Earl of Harrington)
(1742年2月9日の勅許状によるグレートブリテン貴族爵位)
- マオンの第9代スタンホープ子爵(9th Viscount Stanhope of Mahon)
(1717年7月2日の勅許状によるグレートブリテン貴族爵位)
- サリー州におけるピーターシャムの第12代ピーターシャム子爵 (12th Viscount Petersham, of Petersham in the County of Surrey)
(1742年2月9日の勅許状によるグレートブリテン貴族爵位)
- ダービー州におけるエルヴァストンのエルヴァストンの第9代スタンホープ男爵(9th Baron Stanhope of Elvaston, of Elvaston in the County of Derby)
(1717年7月2日の勅許状によるグレートブリテン貴族爵位)
- ノーサンプトン州におけるハリントンの第12代ハリントン男爵 (12th Baron Harrington, of Harrington in the County of Northampton)
(1730年1月6日の勅許状によるグレートブリテン貴族爵位)

## ハリントン伯爵 (1742年)

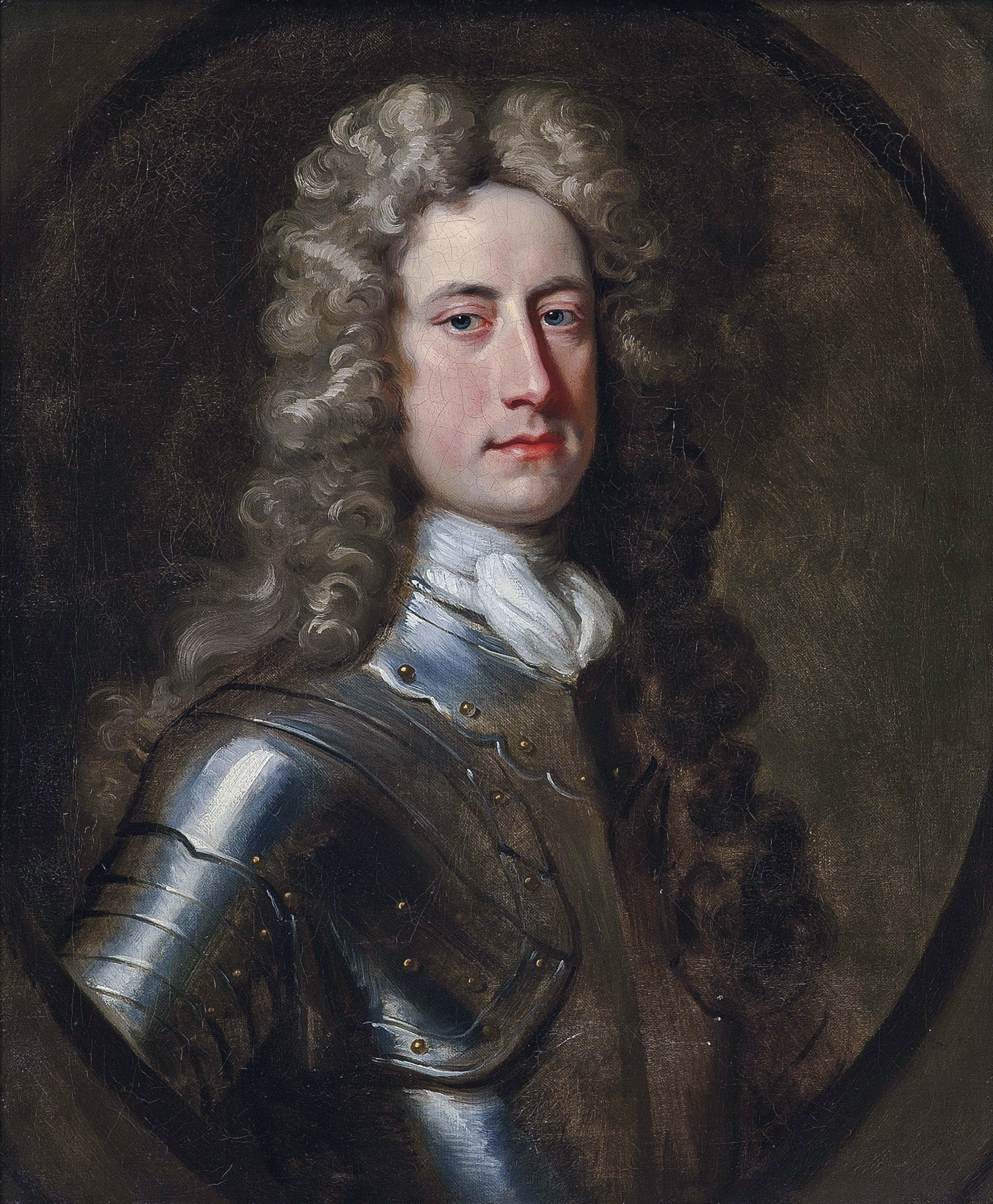
初代伯ウィリアム・スタンホープ

- 初代ハリントン伯ウィリアム・スタンホープ (William Stanhope, 1683–1756)
- 2代ハリントン伯ウィリアム・スタンホープ (William Stanhope, 1719–1779) 先代の息子
- 3代ハリントン伯チャールズ・スタンホープ（英語版） (Charles Stanhope, 1753–1829) 先代の息子
- 4代ハリントン伯チャールズ・スタンホープ（英語版） (Charles Stanhope, 1780–1851) 先代の息子
- 5代ハリントン伯レスター・スタンホープ（英語版） (Leicester Stanhope, 1784–1862) 先代の弟
- 6代ハリントン伯シドニー・シーモア・ハイド・スタンホープ（英語版） (Sydney Seymour Hyde Stanhope, 1845–1866) 先代の息子
- 7代ハリントン伯チャールズ・ウィンダム・スタンホープ（英語版） (Charles Wyndham Stanhope, 1809–1881) 先代の従兄弟
- 8代ハリントン伯チャールズ・オーガスタス・スタンホープ（英語版） (Charles Augustus Stanhope, 1844–1917) 先代の息子
- 9代ハリントン伯ダドリー・ヘンリー・イーデン・スタンホープ（英語版） (Dudley Henry Eden Stanhope, 1859–1928) 先代の弟
- 10代ハリントン伯チャールズ・ジョゼフ・レスター・スタンホープ（英語版） (Charles Joseph Leicester Stanhope, 1887–1929) 先代の息子
- 11代ハリントン伯ウィリアム・ヘンリー・レスター・スタンホープ（英語版） (William Henry Leicester Stanhope, 1922–2009) 先代の息子
- 12代ハリントン伯チャールズ・ヘンリー・レスター・スタンホープ（英語版） (Charles Henry Leicester Stanhope, 1945-) 先代の息子
  - 法定推定相続人は、現当主の息子ピーターシャム子爵ウィリアム・スタンホープ（英語版）(William Henry Leicester Stanhope, 1967-)